# Japanse groene specht
De Japanse groene specht (Picus awokera) is een vogelsoort uit de familie van de spechten (Picidae). Het is een middelgrote specht die nauw verwant is aan de Europese groene specht. De soort is endemisch in Japan.

## Beschrijving
De soort bereikt een lengte van ongeveer 30 cm. De vleugels en staart zijn heldergroen, de buik is wit met een zwarte tekening erop. Het hoofd, de nek en de borst zijn grijs. De soort heeft een rode of zwarte oogstreep (dit in tegenstelling tot het geheel zwarte gezicht van de groene specht). Het  awokera in de wetenschappelijke naam is afgeleid van de Japanse naam voor de soort, aogera.

## Verspreiding en leefgebied
De Japanse groene specht komt in het noorden van Japan voor in gemengd bos en in het zuiden in altijd groen loofbos in heuvelland en bergachtig gebied op een hoogte tussen de 300 en 1400 m boven de zeespiegel. De vogel wordt ook gezien in parken en tuinen maar mijdt oude bossen die alleen uit naaldhout bestaan.
Binnen deze soort onderscheidt men ten minste drie ondersoorten:
- P. a. awokera, die voorkomt op het eiland Honshū.
- P. a. horii, inheems op Kyushu en Shikoku.
- P. a. takatsukasae: Tanegashima, Yakushima.

## Status
De Japanse groene specht heeft een groot verspreidingsgebied en daardoor alleen al is de kans op uitsterven uiterst gering. De grootte van de populatie in Japan wordt geschat op 10.000 tot 100.000 broedparen en is stabiel. Om deze redenen staat deze specht als niet bedreigd op de Rode Lijst van de IUCN.
Japanse groene specht (P. awokera) ·
grijskopspecht (P. canus) ·
kleine geelkuifspecht (P. chlorolophus) ·
Sumatraanse grijskopspecht (P. dedemi) ·
zwartkopspecht (P. erythropygius) ·
vuurvleugelspecht (P. puniceus) ·
roodkraagspecht (P. rabieri) ·
Iberische groene specht (P. sharpei) ·
geschubde groene specht (P. squamatus) ·
Levaillants specht (P. vaillantii) ·
Birmese schubbuikspecht (P. viridanus) ·
groene specht (P. viridis) ·
grote schubbuikspecht (P. vittatus) ·
kleine schubbuikspecht (P. xanthopygaeus)